# Reginald Courtenay Welch
Reginald Courtenay Welch (aussi dénommé Reginald de Courtenay Welch), né le 17 octobre 1851 à Kensington en Angleterre et mort le 4 juin 1939, est un footballeur anglais actif dans les années 1870 au sein du Wanderers Football Club.
Il est sélectionné à deux reprises en équipe d'Angleterre de football. Il est aussi un des membres de l’équipe d'Angleterre qui dispute en 1872 le tout premier match international officiel de l’histoire du football. Pendant sa carrière de footballeur il a joué principalement gardien de but mais a aussi fait quelques apparitions au poste de défenseur.

## Carrière
Welch naît à Kensington, un quartier de Londres. Il suit sa scolarité à l’Harrow School au sein de laquelle il apprend le football. Une fois sa scolarité terminée il intègre l’équipe du Old Harrovians Football Club avant de rejoindre Harrow Chequers FC puis de faire carrière au Wanderers Football Club.
Il dispute la première finale de la coupe d'Angleterre de football en 1872 avec les Wanderers. Il est alors le gardien de but de l’équipe.
Le 30 novembre 1872 Welch est membre de l’équipe d'Angleterre de football qui dispute le tout premier match international de l’histoire du football contre l’Écosse. Il dispute le match au poste de demi-centre. Il est le seul joueur de Harrow Chequers à avoir été sélectionné en équipe d’Angleterre,.
L’année suivante, les Wanderers participent à leur deuxième finale consécutive. Welch et son équipe l’emportent 2 buts à 0 contre l'Oxford University Association Football Club.
Le 7 mars 1874, il est sélectionné pour la deuxième fois en équipe d’Angleterre. Cette fois-ci les Anglais perdent le match contre l’Écosse par 2 buts à 1.

## Vie civile
Reginald Courtenay Welch a été membre du comité directeur de la Football Association entre 1873 et 1875 puis de nouveau entre 1879 et 1880. Il devient ensuite principal de l’Army College à Farnham dans le Surrey.

## Palmarès
- Wanderers Football Club
  - Vainqueur de la Coupe d’Angleterre de football en 1872 et 1873